# Sayyan
Sayyan est une ville yéménite qui compte environ 70 000 habitants. Il s’agit de la neuvième ville du pays, située à quelques kilométres au sud-est de Sanaa, la capitale du Yemen.